# Головач Вікторія Миколаївна
Вікторія Миколаївна Головач (нар. 1 червня 1997, смт. Демидівка, Дубенський район, Рівненська область, Україна) — українська футболістка, півзахисниця донецького «Шахтаря».

## Клубна кар'єра
Професіональну футбольну кар'єру розпочала 2012 року в клубі «Родина-Ліцей», того ж року дебютувала у Вищій лізі. Дебютним голом за костопільську команду відзначилася 10 травня 2013 року на 54-й хвилині програного (1:6) виїзного поєдинку 3-о туру чемпіонату України проти харківського «Житлобуду-1». Вікторія вийшла на поле в стартовому складі, а на 65-й хвилині її замінила Юлія Сардачук. У «Родині-Ліцей» відіграла 4 сезони, за цей час у чемпіонаті України зіграла 37 матчів та відзначилася 5-а голами.
Напередодні старту сезону 2016 року приєдналася до «Житлобуду-2». Дебютувала за харківський клуб 17 червня того ж року в нічийному (1:1) виїзному поєдинку 7-о туру Вищої ліги проти «Житлобуду-1». Головач вийшла на поле на 90+3-й хвилині, замінивши Яну Малахову. Дебютними голами за нову команду відзначилася 28 жовтня 2016 року на 65-й та 82-й хвилинах переможного (12:0) домашнього поєдинку 12-о туру чемпіонату України проти київського «Атекс-СДЮШОРу № 16». Вікторія вийшла на поле на 46-й хвилині, замінивши Яну Малахову. Дворазова чемпіонка України та дворазова віцечемпіонка. Учасниця жіночої Ліги чемпіонів 2017/18. У цьому турнірі дебютувала 22 серпня 2017 року в програному (0:1) виїзному поєдинку 1-о туру групового етапу проти «Олімпії» (Клуж). Головач вийшла на поле на 66-й хвилині, замінивши Роксолану Кравчук. У Лізі чемпіонів зіграла 3 матчі.

## Кар'єра в збірній
Викликалася до дівочої збірної України WU-17, у футболці якої дебютувала 20 жовтня 2012 року в переможному (6:0) поєдинку дівочого чемпіонату Європи WU-17 проти одноліток з Казахстану. Вікторія вийшла в стартовому складі, а на 64-й хвилині її замінила Віталина Мазурова. Єдиним голом за збірну України WU-17 відзначилася 7 серпня 2013 року на 29-й хвилині нічийного (3:3) поєдинку дівочого чемпіонату Європи WU-17 проти одноліток зі Словаччини. Головач вийшла на поле в стартовому складі та відіграла увесь матч. У футболці збірної України WU-17 зіграла 6 матчів та відзначилася 1 голом.
Залучалася до матчів дівочої збірної України WU-19, у футболці якої дебютувала 13 вересня 2014 року в переможному (1:0) поєдинку групового етапу дівочого чемпіонату Європи WU-19 проти одноліток з Азербайджану. Вікторія вийшла на поле в стартовому складі та відіграла увесь матч, на 52-й хвилині отримала жовту картку, а на 64-й хвилині відзначилася голом у воротах азербайджанської збірної. Востаннє футболку дівочої збірної України одягала 20 вересня 2015 року в переможному (3:1) поєдинку 3-о туру групового етапу дівочого чемпіонату Європи WU-19 проти збірної Албанії. Головач вийшла на поле в стартовому складі, а на 70-й хвилині її замінила Анастасія Назаренко. У футболці дівочої збірної WU-19 зіграла 8 матчів та відзначилася 2-а голами.

## Досягнення
«Житлобуд-2»
- Вища ліга чемпіонату України
  -  Чемпіонка (2): 2016, 2017
  -  Срібна призерка (2): 2017/18, 2018/19